# Eadem
Eadem (łac. „ta sama”) – określenie używane głównie w przypisach i cytatach zawartych w tekstach naukowych. Po polsku to określenie stosuje się w formie „taż”.

## Przykład 1
1. J. Dąbrowska, Piąta woda po kisielu, Włocławek 1976, s. 32.
2. Eadem, Jak cisza makiem, Kraków 1999, s. 105.

Odwołanie numer 2 odsyła do tej samej autorki co odwołanie numer 1, ale do innej publikacji z jej dorobku.

## Przykład 2
1. A. Opilska, Imperfectum, w: eadem, Gramatyka języka staro-cerkiewno-słowiańskiego, Kalisz 1950, s. 257-265.

Wskazanie, że rozdział Imperfectum znajduje się w książce o nazwie Gramatyka języka staro-cerkiewno-słowiańskiego. Autorką rozdziału, jak i samej książki jest ta sama osoba.